# Kosmopolitische verspreiding
Kosmopolitische verspreiding is dat een soort, geslacht of familie bijna overal ter wereld voorkomt. Kosmopolieten zijn taxa die verspreid zijn over een groot deel van de wereld, afhankelijk van het substraat waar het organisme leeft. Bij op het land levende organisme heeft het betrekking op de verschillende continenten, bij in zee levende organisme op de verschillende oceanen.
Endemisme is daarentegen het verschijnsel dat een organisme van nature uitsluitend voorkomt in één beperkt gebied.
Voorbeelden van soorten of groepen met een kosmopolitische verspreiding zijn:
- Aarsmade (Enterobius vermicularis)
- Aziatische tijgermug (Aedes albopictus)
- Bruine rat (Rattus norvegicus)
- Distelvlinder (Vanessa cardui)
- Eenden (familie: Anatidae)
- Grote brandnetel (Urtica dioica)
- Gewone steekmug (Culex pipiens)
- Heermoes (Equisetum arvense)
- Hond (Canis lupus familiaris)
- Huisduif (Columba livia domestica)
- Huismuis (Mus musculus)
- Huisspiraalspin (Oecobius navus)
- Huisstofmijt (Dermatophagoides pteronyssinus)
- Huisvlieg (Musca domestica)
- Kakkerlakken (orde: Blattodea)
- Kattenvlo (Ctenocephalides felis)
- Kleine kamervlieg (Fannia canicularis)
- Kraaien of kraaiachtigen (familie: Corvidae)
- Mens (Homo sapiens)
- Oorkwal (Aurelia aurita)
- Orka (Orcinus orca) en vele andere soorten walvissen (Cetacea),
- Schedefonteinkruid (Potamogeton pectinatus)
- Slechtvalk (Falco peregrinus)
- Teken (orde: Ixodida)
- Uilen (orde: Strigiformes)
- Verwilderde kat (Felis sylvestris catus)